# Alaït Ould Mokhtar
Alaït Ould Mokhtar (+ vers 1795) fou emir de Trarza, successor del seu oncle Ali Kouri Ould Amar que va morir en batalla el 1786 deixant només fills menors d'edat. Era fill de l'emir Mokhtar Ould Amar (germà i predecessor d'Ali Kouri) que quan va morir el 1759 només tenia igualment fills menors.
No se sap gairebé res del seu govern. Va morir en data incerta entre 1790 i 1800 i fou enterrat a Tirtillas. No devia tenir fills majors, i el va succeir el seu germà Amar III Ould Mokhtar, conegut com a Amar III Ould Kumba.